# Auxa subtruncata
Auxa subtruncata är en skalbaggsart som beskrevs av Stefan von Breuning 1966. Auxa subtruncata ingår i släktet Auxa och familjen långhorningar.
Artens utbredningsområde är Madagaskar. Inga underarter finns listade.